# Suburra (romanzo)
Suburra è un romanzo italiano del 2013 scritto da Giancarlo De Cataldo e Carlo Bonini sulla mafia romana negli anni moderni, a cui è seguito nel 2015 il romanzo La notte di Roma.
Dal romanzo è stato tratto l'omonimo film del 2015 diretto da Stefano Sollima e nel 2017 l'omonima serie televisiva prodotta da Netflix e diretta da Michele Placido, Andrea Molaioli e Giuseppe Capotondi. Libro e film sono stati congiuntamente premiati nel 2016 con il Premio Ostiglia - Arnoldo Mondadori, concorso dedicato a produzioni cinematografiche tratte da opere letterarie.

## Trama
Roma, giorni nostri. Una prostituta lituana muore di overdose in una camera d'albergo, ospite di un parlamentare e insieme a un'altra escort. Per sistemare lo scandalo e nascondere il cadavere viene chiamato Spadino, uomo tuttofare degli Anacleti, il potente clan di zingari di Roma est. Malgradi, l'onorevole, in affari con Samurai, ultimo sopravvissuto della vecchia banda della Magliana, chiama Numero Otto erede del clan Adami che controlla Ostia e il litorale. Si scatena una guerra criminale su cui indaga il tenente colonnello del ROS Marco Malatesta, un tempo seguace di Samurai. Sullo sfondo si prepara il waterfront, la più grande speculazione mai pensata che sommergerà il litorale di Roma di cemento.